# Chloropoea kayonza
Chloropoea kayonza är en fjärilsart som beskrevs av Jackson 1956. Chloropoea kayonza ingår i släktet Chloropoea och familjen praktfjärilar. Inga underarter finns listade i Catalogue of Life.